# Люмьер (кинопремия, 2009)
14-я церемония вручения наград премии «Люмьер» за заслуги в области французского кинематографа за 2008 год состоялась 19 января 2009 года.

## Список лауреатов
Победители выделены жирным.
| Лучший фильм | Лучший режиссёр |
| --- | --- |
| Класс - Враг государства № 1 - Рождественская сказка - Серафина из Санлиса - Помоги себе сам, тогда Бог тебе поможет | Франсуа Дюпейрон — Помоги себе сам, тогда Бог тебе поможет - Арно Деплешен — Рождественская сказка - Лоран Канте — Класс - Жан-Франсуа Рише — Враг государства № 1 - Мартен Прово — Серафина из Санлиса    |
| Лучший актёр | Лучшая актриса |
| Венсан Кассель — Враг государства № 1 - Андре Дюссолье — Кортекс - Клод Риш — Помоги себе сам, тогда Бог тебе поможет - Альбер Дюпонтель — Два дня для убийства - Кад Мерад — Бобро поржаловать - Гийом Депардьё — Версаль                                                   | Иоланда Моро — Серафина из Санлиса - Катрин Фро — След ангела - Фелисите Вуасси — Помоги себе сам, тогда Бог тебе поможет - Кристин Скотт Томас — Я так давно тебя люблю - Сильви Тестю — Саган            |
| Многообещающему актёру | Многообещающей актрисе |
| Мохамед Бушаиб — Маскарад - Эмиль Берлинг — Высокие стены - Франсуа Сивиль — Либо умру, либо выживу - Антон Балекджян — Мир к нам - Марк Кортес — Хамза | Нора Арнезедер — Париж! Париж! - Бертиль Ноэль-Брюно — Девочка и лисёнок - Карина Теста — Девушки и ангелы - Лейла Бехти — Девушки и ангелы - Леа Сейду — Прекрасная смоковница - Sara Reguigue — Маскарад |
| Лучший сценарий | Лучший фильм на французском языке |
| Я всегда хотел быть гангстером — Самюэль Беншетри - Класс — Франсуа Бегодо, Робен Кампийо и Лоран Канте - Серафина из Санлиса — Марк Абдельнур и Мартен Прово - Бобро поржаловать — Данни Бун, Александр Шарло и Франк Манье - Луиза-Мишель — Бенуа Делепин и Гюстав Керверн | Молчание Лорны - Джонни – Бешеный Пёс - Дом - Румба - Фару, богиня воды |
| Лучшая операторская работа | World Audience Award (presented by TV5Monde) |
| Аньес Годар — Дом | Класс — Лоран Канте |